# Gerechter Friede
Der gerechte Friede ist ein Leitbild für Friedensethik und Friedenspolitik in der christlichen Ökumene. Grundgedanke des Leitbildes ist, dass Frieden mehr ist als die Abwesenheit von Gewalt.
Das Leitbild vom Gerechten Frieden ist damit bestimmend zur „Übersetzung“ der für christliche Kirchen zentralen Botschaft vom Frieden an Gesellschaft und Politik und die eigenen Beiträge dazu. Das Leitbild des gerechten Friedens ist noch nicht systematisch als „Lehre“ ausgearbeitet, wie es die Kirchenväter Aurelius Augustinus (354–430) und Thomas von Aquin (1225–1274) in der Lehre vom gerechten Krieg getan haben. Sie ist eine Lehre in statu nascendi.
Das Leitbild des gerechten Friedens markiert einen friedensethischen und friedenspolitischen grundsätzlichen Wechsel (Paradigmenwechsel) weg von der Lehre vom gerechten Krieg und hin zur prima ratio der vorrangigen Option für die Gewaltfreiheit: „Wenn du den Frieden willst, bereite den Frieden vor“ (lateinisch: si vis pacem para pacem). Die neue Norm leitet heute dazu an, direkte, strukturelle oder kulturelle Gewalt in Konflikten um Macht und Herrschaft gewaltfrei zu transformieren. Entscheidend ist dabei nicht mehr kriegerische Gewalt nach dem römischen Motto: „Wenn du den Frieden willst, bereite den Krieg vor“ (lateinisch: si vis pacem para bellum), sondern ein Frieden in Recht und Gerechtigkeit, der mehr bedeutet als nur die Abwesenheit von Gewalt. Historisch und politisch begründet ist das Leitbild des gerechten Friedens durch die Schrecken der Weltkriege des 20. Jahrhunderts und den Wandel des Kriegsbildes. Traditionelle Kriege zwischen Staaten werden geringer. Zugenommen haben asymmetrische innerstaatliche und internationale Konflikte.

## Dimensionen des gerechten Friedens
Das Leitbild versucht den Vorrang der Gewaltfreiheit für gesellschaftliche Gruppen und den Staat durch die Anwendung von vier leitenden Dimensionen zu erreichen:
a) Vermeidung von Gewaltanwendung,
b) Förderung von Freiheit zu einem Leben in Würde durch Recht und Gewährung von eigenen Entscheidungsmöglichkeiten,
c) Förderung von kultureller Vielfalt im Miteinander von Kulturen und Lebensart,
d) Abbau von Not durch mehr Zugangs- und Verteilungsgerechtigkeit.
Im Sinne der prima ratio hat die Prävention von Gewalt also deutlichen Vorrang vor Interventionen, seien sie ziviler oder militärischer Art (und seien diese auch durch humanitäre Gründe motiviert). Die zivile Konfliktbearbeitung ihrerseits geht grundsätzlich militärischen Maßnahmen aller Art vor. Die Dimensionen des gerechten Friedens orientieren Christenmenschen und Kirchen auf konkrete, normativ begründete gewaltfreie Initiativen, wenn es auf den kritischen Politikfeldern um gesellschaftliche oder politische Grundsätze oder um Politikberatung geht. Zu nennen sind als Beispiele in der Debatte um „Sicherheit“ das Konzept der „menschlichen Sicherheit“, die Anerkennung der Menschenrechte, die Forderungen zur Klimagerechtigkeit, zur Abrüstung und Rüstungsexporten sowie zum Einsatz von Militär. Wenn in einem Grenzfall aus letztem Grund (ultima ratio), z. B. bei schwersten Menschenrechtsverletzungen und Völkermord, dennoch der Einsatz von militärischer Gewalt unvermeidbar ist, darf dies (nur) zur Erhaltung von Recht (rechtserhaltende Gewalt) geschehen. Nur dafür können die Kriterien der Lehre vom gerechten Krieg und dann lediglich als Prüfkriterien herangezogen werden.

## Ökumenischer Prozess zum Leitbild des gerechten Friedens
Das Leitbild des gerechten Friedens ist das Ergebnis einer intensiven ökumenischen Debatte.
Erstmals wurde das Konzept eines gerechten Friedens ökumenisch in der „Kommission für einen gerechten und dauerhaften Frieden“ 1941 im Bundesrat der Kirchen Christi in den USA in der Perspektive einer internationalen Friedensordnung nach dem Ende des Zweiten Weltkrieges diskutiert. Die 15. Generalsynode der Vereinigten Kirche Christi in den USA (United Church of Christ) erklärte sich 1985 zu einer „Kirche des gerechten Friedens“ und „im Gegensatz zur Institution des Krieges“. Sie definierte den gerechten Frieden als „das Zusammenwirken von Freundschaft, Gerechtigkeit und allgemeiner Sicherheit vor Gewalt“. Noch vor der Wende im Ost-West-Verhältnis forderte die Ökumenische Versammlung Dresden – Magdeburg – Dresden im Jahr 1989 einen „gerechten Frieden“ als „Lehre“ und als Gegensatz zum „gerechten Krieg“: „Mit der notwendigen Überwindung der Institution des Krieges kommt auch die Lehre vom gerechten Krieg, durch welche die Kirchen den Krieg zu humanisieren hofften, an ein Ende. Daher muss schon jetzt eine Lehre vom gerechten Frieden entwickelt werden, die zugleich theologisch begründet und dialogoffen auf allgemein-menschliche Werte bezogen ist. Dies im Dialog mit Andersglaubenden zu erarbeiten, ist eine langfristige ökumenische Aufgabe der Kirchen.“
Die Gründungsversammlung des Ökumenischen Rates der Kirchen in Amsterdam stellte schon 1948 fest: „Krieg soll nach Gottes Willen nicht sein.“ Einen wesentlichen Anstoß zur Entwicklung des Leitwortes im protestantischen und orthodoxen Bereich vermittelte der vom Ökumenischen Rat der Kirchen (ÖRK) bei der VI. Vollversammlung 1983 in Vancouver begonnene konziliare Prozess für Gerechtigkeit, Frieden und die Bewahrung der Schöpfung. Die Debatte wurde weitergeführt bei den folgenden Vollversammlungen des ÖRK in Canberra (1981) und Harare (1998). Die in Harare ausgerufene und in Berlin und Potsdam bei der Sitzung des Zentralausschusses des ÖRK im Jahre 2000 eröffnete Dekade zur Überwindung von Gewalt (2000 bis 2010) widmete sich in ihrer zweiten Hälfte ab der Vollversammlung in Porto Alegre (2006) dem Leitbild des gerechten Friedens. Zum Abschluss der Dekade lud der ÖRK zur Internationalen Ökumenischen Friedenskonvokation im Mai 2011 mit einem „Aufruf zum gerechten Frieden“ nach Kingston/Jamaika ein. Der gerechte Friede wird auch der bestimmende Inhalt der X. Vollversammlung des ÖRK 2013 in Busan/Südkorea sein.
Die römisch-katholische Kirche entwickelte den Gedanken des gerechten Friedens in ihrer Theologie, im Besonderen in der Enzyklika „Über den Frieden auf Erden“ (lateinisch: „Pacem in terris“, 1963) Papst Johannes XXIII. und im Zweiten Vatikanischen Konzil (1962–1965). Die deutschen Bischöfe führten ihre Überlegungen zum Verhältnis von Gerechtigkeit zu Frieden in „Gerechtigkeit schafft Frieden“ (1983) in dem Hirtenwort „Gerechter Friede“ (2000) fort: „Das Leitwort vom gerechten Frieden betont den tiefen und unaufgebbaren Zusammenhang zwischen Gerechtigkeit und Frieden, den die biblische Tradition nachdrücklich bezeugt“ (Nr. 63).
„Gerechtigkeit bedeutet allerdings mehr als Verteilungs- und Chancengerechtigkeit. Schon sehr früh reichte die menschliche Rechtsgemeinschaft über die einzelnen Gemeinwesen und Staaten hinaus, vor allem durch internationale Verträge.[…] Die Idee der staatenübergreifenden Selbstbindung hat auch das Denken der Neuzeit stark beeinflusst. Verknüpft man sie mit den Gedanken des Weltgemeinwohls, dann ergibt sich die Forderung einer internationalen Rechtsordnung mit Strukturen, die es ermöglichen, Recht durchzusetzen. Diese Konzeption ist schon seit längerem in der Katholischen Soziallehre verankert und Teil ihres Friedensdenkens. Papst Benedikt XV. verlangte schon 1917, die Gewalt der Waffen durch die Macht des Rechtes zu ersetzen“ (Nr. 64).
„In der Bibel sind die Wörter Shalom und Eirene oft viel reicher als unser Wort ‚Frieden‘. Sie sind Inbegriff des von Gott geschenkten Lebens ohne Krieg und Gewalt, in Freiheit und Gerechtigkeit und Wahrheit. Das Volk Gottes soll diesen Gottesfrieden verkörpern“ (Nr. 163). „Frieden muss von möglichst vielen Menschen mitgetragen werden, von ihrer Motivation und ihrem festen Willen, Konflikte gewaltfrei auszutragen. Das gilt im persönlichen Umfeld ebenso wie in der Politik. Der Blick auf übergreifende Strukturen darf nicht davon ablenken, dass es immer Menschen sind, die entscheiden und handeln“ (Nr. 193).
Der Beitrag der orthodoxen Kirchen zum gerechten Frieden kommt im Wesentlichen in den Beschlüssen der III. Präkonziliaren Panorthodoxen Konferenz in Chambésy/Genf (1986) zu Frieden und Gerechtigkeit zum Ausdruck. Darin ermutigt die Orthodoxe Kirche zu allem, „was wirklich dem Frieden dient (Römer 14,19) und den Weg bahnt für Gerechtigkeit, Brüderlichkeit, wahre Freiheit und gegenseitige Liebe unter allen Kindern des einen himmlischen Vaters sowie zwischen allen Völkern“. „Die Orthodoxie verurteilt generell den Krieg, den sie für eine Folge des Bösen und der Sünde in der Welt hält. … Sie hat Kriege nur als Zugeständnis erduldet und nur zur Wiederherstellung der zertretenen Gerechtigkeit und Freiheit.“
Das Abschlussdokument einer Inter-orthodoxen Tagung in Leros (2009), abgehalten zur Vorbereitung auf die Internationale Ökumenische Friedenskonvokation (2011) in Kingston/Jamaika, spiegelt das orthodoxe theologische Verständnis zum gerechten Frieden: „Weil Frieden konstitutiv für das Evangelium ist, sind die christlichen Gläubigen in einen ständigen Prozess verwickelt, sich ihrer Verantwortung dafür bewusst zu werden, die Botschaft von Frieden und Gerechtigkeit in der Welt als ein Zeichen ihrer Einheit mit Christus zu verkörpern.“ Die Russisch-Orthodoxe Kirche urteilt: „Trotz der Erkenntnis des Krieges als Böses verbietet die Kirche ihren Kindern nicht, sich an Kampfhandlungen zu beteiligen, solange ihre Zecke die Verteidigung des Nächsten sowie die Wiederherstellung verletzter Gerechtigkeit ist.“
Die weltweite Anglikanische Gemeinschaft schätzt den Krieg als ultima ratio und last resort ein. Die (anglikanische) Church of England hält unter dem Eindruck des Zweiten Weltkrieges (1939–1945) an der Lehre vom Gerechten Krieg (just war) und den traditionellen Kriterien für das Recht zum Krieg (lateinisch: ius ad bellum) und im Krieg (lateinisch: ius in bello) fest, lehnt aber in konsequenter Anwendung der Kriterien für beides militärische Gewaltanwendung in aller Regel ab. Deshalb hat sie auch die Beteiligung Großbritanniens am zweiten Irakkrieg (2003) abgelehnt. Stattdessen soll die Lehre vom gerechten Krieg in der Weise weiterentwickelt werden, dass sie auf militärische Einsätze zu humanitären Einsätzen anwendbar ist.
Aus dem Bereich der Freikirchen haben die Mennoniten ihre Position in der Erklärung der Vereinigung der Deutschen Mennonitengemeinden zum gerechten Frieden „Richte unsere Füße auf den Weg des Friedens“ (2009) und die Evangelisch-methodistische Kirche in Deutschland durch ihre Zentralkonferenz in dem Friedenswort Frieden braucht Gerechtigkeit (2005) dargelegt.

## Kritik und Diskussion
Grundsätzlich pazifistisch denkende Menschen innerhalb und außerhalb von Kirchen lehnen für sich persönlich und ihre Kirchen jedwede militärische Gewaltanwendung als theologisch und damit ethisch nicht begründbar ab, tragen aber durch ihr gesellschaftliches und politisches Handeln aktiv dazu bei, militärisches Eingreifen zu vermeiden. In dieser Praxis treffen sich grundsätzliche Pazifisten mit denen, die einen gerechten Frieden befürworten.
Michael Haspel wirft den evangelischen Kirchen vor, das Leitbild vom gerechten Frieden habe in den Fällen der Kriege im Kosovo, im Irak und in Afghanistan friedensethisch versagt. Die Prüfkriterien für die Anwendung von militärischer Gewalt, übernommen aus der Lehre vom gerechten Krieg, seien falsch rezipiert worden. Haspel kritisiert, dass die EKD nicht auf Ansätze einer Just and limited War-Theorie im anglo-amerikanischen Raum (u. a. Michael Walzer) eingegangen ist.
Ulrich H.J. Körtner befindet, dass gerade die heute verschwimmenden Grenzen zwischen Kriegen und anderen Formen von Gewalt zur Lehre vom gerechten Krieg zurückführen, denn deren ursprüngliche Absicht sei es gewesen, kriegerische Gewalt ethisch zu begrenzen und einzudämmen. Körtner hält der EKD „eine erhebliche Uneinigkeit“ darüber vor, dass „eine zeitgemäße Friedensethik faktisch nicht ohne eine Lehre vom Gerechten Krieg auskommen kann“. Weil die EKD die Kriterien der Lehre vom gerechten Krieg in anderer Absicht übernimmt, werde die Lehre vom gerechten Krieg „einschließlich der Lehre vom ius ad bellum faktisch nicht gänzlich verworfen, sondern neu interpretiert“. Dies werde aus innerkirchlicher Rücksichtnahme „auf innerkirchliche friedensethische Grundpositionen“ aber nicht zugegeben.
Horst Scheffler fordert, Kriege sollten nach dem Maßstab einer Ethik des gerechten Friedens als Verbrechen gewertet werden. Wie können Frieden und Recht eine Macht erhalten, um sich gegen
Machtwillkür, Terror, Völkermord und andere Verbrechen gegen die Menschheit zu behaupten,
wenn der Einsatz von Militär als Kriegseinsatz ausgeschlossen werden soll, weil Krieg
nicht mit Krieg, also Verbrechen nicht mit Verbrechen, bezwungen werden kann? Nach Scheffler verlangt die Ethik des gerechten Friedens die Entwicklung vom Kriegsrecht und Kriegsvölkerrecht (Humanitärem Völkerrecht) zu einem internationalen Polizeirecht und die daraus folgende Umwandlung von Streitkräften in entsprechende internationale Polizeikräfte. Das Ziel ist, Verbrecher an der Ausführung der Verbrechen zu hindern, sie festzunehmen und der Justiz zu überstellen. Der Einsatz dieser internationalen Polizeigewalt erfolgt nach dem Grundsatz der Verhältnismäßigkeit, der Güterabwägung und der rechtsstaatlichen Überprüfbarkeit. Internationale Polizeikräfte sind als Deeskalationskräfte aufzubauen und auszurüsten.
Umstritten ist, ob es bei schweren systematischen Verletzungen der Menschenrechte und Verbrechen gegen die Menschlichkeit im Sinne des gerechten Friedens legitim sein kann, militärische Gewalt anzuwenden, wenn alle gewaltfreien Mittel versagt haben. Die Debatte ist Teil der Diskussion um die entstehende völkerrechtliche Norm der Schutzverantwortung der internationalen Staatengemeinschaft für den Fall, dass ein Staat nicht willens oder in der Lage ist, schwerste Menschenrechtsverletzungen an seiner Bevölkerung zu verhindern oder zu beenden (Responsibility to Protect, R2P). Die Schutzverantwortung besteht aus der Verantwortung zur Prävention, der Verantwortung für die Reaktion (nur für den Fall des Misslingens der Prävention) und der Verantwortung für den Wiederaufbau. Eindeutigen Vorrang hat die Prävention. Die Vollversammlung des ÖRK Porto Alegre (2006) befürwortete eine solche Verantwortung zum Schutz gefährdeter Menschen. Dagegen sprechen sich die sogenannten Historischen Friedenskirchen aus.